# Did You Know That There's a Tunnel Under Ocean Blvd (пісня)
«Did You Know That There's a Tunnel Under Ocean Blvd» — це пісня, записана американською співачкою та авторкою пісень Ланою Дель Рей, взята з її дев'ятого однойменного студійного альбому (2023). Він вийшов як головний сингл з альбому 7 грудня 2022 року разом з анонсом альбому та для тих, хто зробив попереднє замовлення. Пісня посіла 23 місце в чарті Billboard US Hot Rock & Alternative Songs.

## Стиль та композиція
Пісня написала Ланою Дель Рей та Майком Гермосою, з яким вона також була співпродюсеркою разом із Джеком Антоноффом, Дрю Еріксоном і Заком Доузом. Композиція пісні є повільною мрійливою баладою, яку описують як бароковий оркестровий поп.
Заголовний сингл «Did You Know That There's a Tunnel Under Ocean Blvd» — це повільна і мрійлива балада з впливом госпелу, бароко-поп та дрим-поп, яка починається з вдиху і видиху «когось виснаженого» під акомпанемент клавіш і струн, що «піднімаються». У тексті співачка ставить питання, чи прийде її час стати матір'ю, продовжити рід, і чи будуть частиною цього майбутнього романтичні стосунки. У бриджі Лана називає тайм-код (2 хвилина, 5 секунда) у пісні Гаррі Нілсона «Don't Forget Me» - на цьому моменті голос співачки наче злегка зривається, створюючи ніби живу емоцію, що також вписується в навмисні «шорсткості» альбому, про які писали у Pitchfork.
В інтерв'ю з Біллі Айліш для Interview Лана Дель Рей розповіла, що «Did You Know That There's a Tunnel Under Ocean Blvd» була першою піснею, написаною для батьківського альбому з аналогічною назвою. Вона також поділилася, що пісня та назва були натхненні закритим тунелем під Jergins Trust Building у Лонг-Біч, штат Каліфорнія, і композицією Гаррі Нільссона 1974 року під назвою «Don't Forget Me». Вона прочитала, що «мозаїчні стелі тунелю чудово збереглися, але ніхто не міг туди увійти», і була змушена написати пісню, натхненну треком Нільссона, використовуючи власні метафори.

## Відгуки
Сем Содомскі з Pitchfork описав пісню як «повільну, мрійливу баладу», наповнену «випадковими моментами» і вважав, що тунель у назві є «менше географічним фокусом, ніж вікном у потенціал, який вона бачить у більшості знайомі сцени та добре пройдені маршрути».

## Учасники
Титри взяті з Tidal.
- Лана Дель Рей — вокал, бек-вокал, авторка пісень, продюсер
- Mike Hermosa — продюсер, автор пісень, акустична гітара
- Jack Antonoff — продюсер, ударні, електрогітара, синтезаторний басист, програміст, мікшер
- Drew Erickson — продюсер, диригент, струнний аранжувальник, фортепіано, синтезаторний бас
- Zach Dawes — продюсер
- Jim Keltner — ударні
- Benji Lysaght — акустична гітара, звукові ефекти
- Christine Kim — віолончель
- Jake Braun — віолончель
- Logan Hone — кларнет
- Charlie Bisharat — скрипка
- Andrew Bulbrook — скрипка
- Wynton Grant — скрипка
- Paul J. Cartwright — скрипка
- Vonciele Faggett — бек-вокал
- Melodye Perry — бек-вокал
- Shikena Jones — бек-вокал
- Laura Sisk — інженер, мікшер
- Michael Harris — інженер
- Dean Reid — інженер
- Bill Mims — асистент звукорежисера
- Jon Sher — асистент звукорежисера
- Mark Aguilar — асистент звукорежисера
- Ben Fletcher — асистент звукорежисера
- Matt Tuggle — асистент звукорежисера
- Ruairi O'Flaherty — асистент звукорежисера
- Brian Rajaratnam — асистент звукорежисера
- Ivan Handwerk — асистент звукорежисера
- Megan Searl — асистент звукорежисера

## Чарти
| Чарти (2022)                                   | Пікова сходинка |
| ---------------------------------------------- | --------------- |
| Греція (International) (IFPI)                  | 41              |
| Ірландія (IRMA)                                | 87              |
| Литва (AGATA)                                  | 94              |
| Нова Зеландія Hot Singles (RMNZ)               | 19              |
| Велика Британія Singles (OCC)                  | 98              |
| США (Hot Rock & Alternative Songs) (Billboard) | 23              |